# Jean-Luc Picard
Jean-Luc Picard je fiktivní postava z televizních seriálů Star Trek: Nová generace a Star Trek: Picard. V Nové generaci je Picard kapitánem hvězdné lodi USS Enterprise-D, vlajkové lodi Hvězdné flotily, posléze se vyskytuje i ve čtyřech navazujících celovečerních filmech, kde je velícím důstojníkem USS Enterprise-E, a v množství románů. Je také ústřední postavou seriálu Star Trek: Picard, kde je již jako admirál ve výslužbě. Jean-Luca Picarda ztvárnil Patrick Stewart.

## Životopis
Jean-Luc se narodil Mauricovi a Yvette Picardovým v La Barre ve Francii 13. července 2305. Již odmalička snil o přijetí do hvězdné flotily. Po přijetí na akademii se začal zajímat o archeologii, která se stala jeho zálibou po zbytek života. Šlo však o mladého, temperamentního a především ctižádostivého kadeta akademie a tak krátce po absolvování se zapletl do šarvátky s Nausikánci, při které byl zasažen dýkou do srdce a bylo mu implantováno umělé.
Picard byl roku 2363 přidělen na loď USS Stargazer jako první důstojník a posléze se stal kapitánem. Později je převelen, opět jako kapitán, na vlajkovou loď Federace - Enterprise D, kde po jeho boku slouží William Riker, jako první důstojník a android Dat jako druhý důstojník. Spolu s dalšími členy posádky se vydávají na vědeckou misi za účelem poznávat neobjevený vesmír.
Během této mise je Picard mimo jiné unesen a asimilován Borgy, kdy pod jménem Locutus vede Borgský útok na federační flotilu. Opakovaně je vystaven na pospas rozverné, ale všemohoucí postavě Q.
Později se Picard setkává také s historicky známým kapitánem Jamesem Kirkem (v událostech filmu Star Trek: Generace), avšak ani společně nezabrání havárií Enterprise D, která je zničena na planetě Veridian III po útoku klingonského plavidla. Jean-Luc Picard se tak stává kapitánem další lodi, Enterprise E.

## Postava
Tvůrce Star Treku, Gene Roddenberry, dal jméno postavě podle švýcarských vědců 20. století, bratrů Augusta a Jeana Piccardových.
Patrick Stewart měl původně hrát roli androida Data. Více se však vyjímal v kapitánském křesle. Původně měl také hrát s parukou a naopak Brent Spiner, jako android byl určen k roli plešaté postavy. Když si ovšem při zkouškách Stewart nasadil paruku, bylo rozhodnuto, že nejde o dobrou volbu a jeden holohlavý člen posádky stačí.
Postava Jean-Luca Picarda je uvedena také v desítkách knih z Star Treku a to nejen u Nové generace, ale i na počátku knižní a TV série Deep Space Nine, kde uvádí do funkce Benjamina Siska v knize Vyslanec.
Jean-Luc Picard je ústřední postavou seriálu Star Trek: Picard.